# Pilcomayo megye
Pilcomayo egy megye Argentína északi részén, Formosa tartományban. Székhelye Clorinda.

## Földrajz
Pilcomayo Formosa tartomány legkeletibb megyéje. Északon és keleten Paraguayjal határos, az északi határt a megye névadója, a Pilcomayo folyó képezi, amely a Paraguay folyóba torkollva dél felé folyik tovább, a megye keleti határát alkotva. A torkolatnál található a megye székhelye, a magyar származású Manfredi de Hertelendy által alapított Clorinda. A megye területén található a Pilcomayo Nemzeti Park is.

## Népesség
A megye népessége a közelmúltban a következőképpen változott:
| Év   | Lakosság |
| ---- | -------- |
| 2001 | 77 890   |
| 2010 | 85 024   |